# Obrosowo (rejon wołogodzki)
Obrosowo (ros. Обросово) – wieś w Rosji, w rejonie wołogodzkim obwodu wołogodzkiego. W 2010 r. liczyła 3 mieszkańców.